# جنبش انقلابی

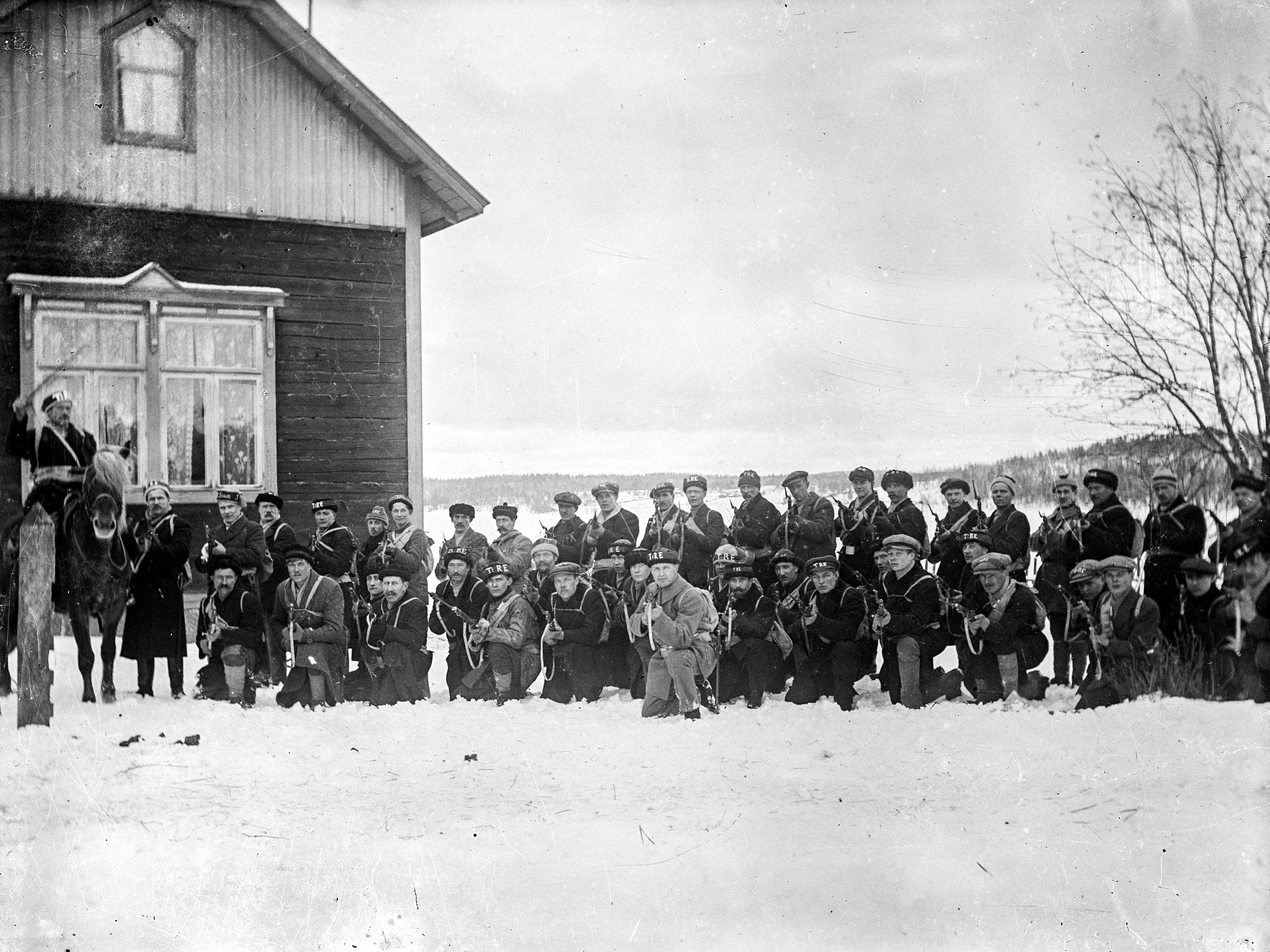
گروهی از گارد سرخ (فنلاند) در طول جنگ داخلی فنلاند در سال ۱۹۱۸

جنبش انقلابی (انگلیسی: Revolutionary movement) نوع خاصی از جنبش اجتماعی اختصاص یافته به انجام انقلاب است. چارلز تیلی آن را به عنوان یک جنبش اجتماعی پیشبرد ادعاهای رقابتی انحصاری برای کنترل دولت، یا بخشی از آن تعریف می‌کند.
یک جنبش اجتماعی ممکن است بخواهد اصلاحات مختلفی انجام دهد و کنترل دولت را به دست آورد، اما تا زمانی که هدف آنها کنترل انحصاری نباشد، اعضای آن انقلابی نیستند. جنبش‌های اجتماعی ممکن است رادیکال‌تر و انقلابی‌تر شوند، یا برعکس - جنبش‌های انقلابی می‌توانند خواسته‌های خود را کاهش دهند و توافق کنند که قدرت‌ها را با دیگران تقسیم کنند و به یک حزب سیاسی بدل شوند.